# الجامع الكبير نيسابور
مسجد نيسابور أو جامع نيسابور بنيت في سنه (1493 م) علي يد بهلوان علي كرخي في عهد تيموريون و وقد تم إعادة الإعماره في عهد عباس الأول (صفوي). يعتبر جامع نيسابور من المساجد القديمة الهامة خراسان وإيران و أكبر المساجد مصليين في خراسان.

## صور

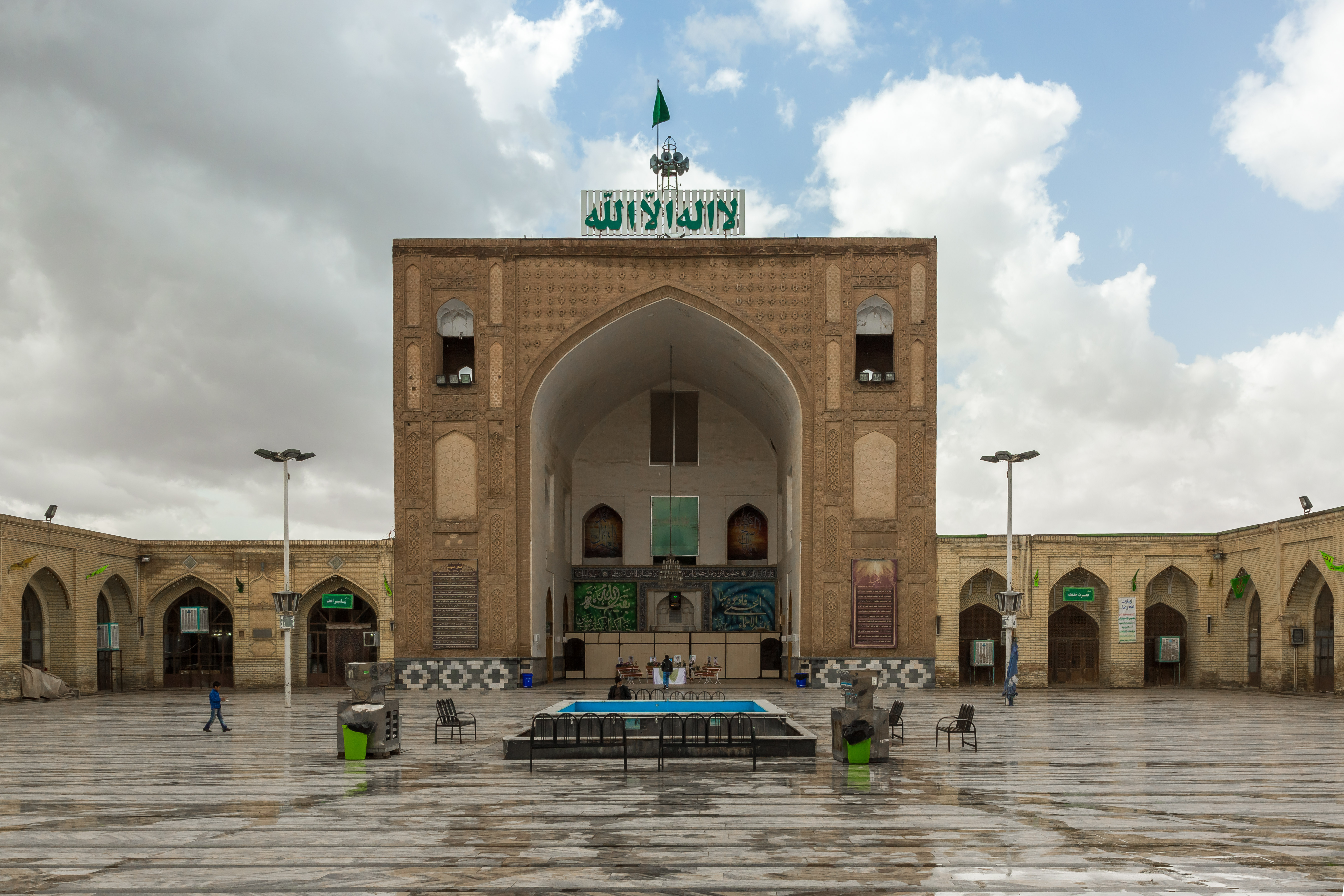
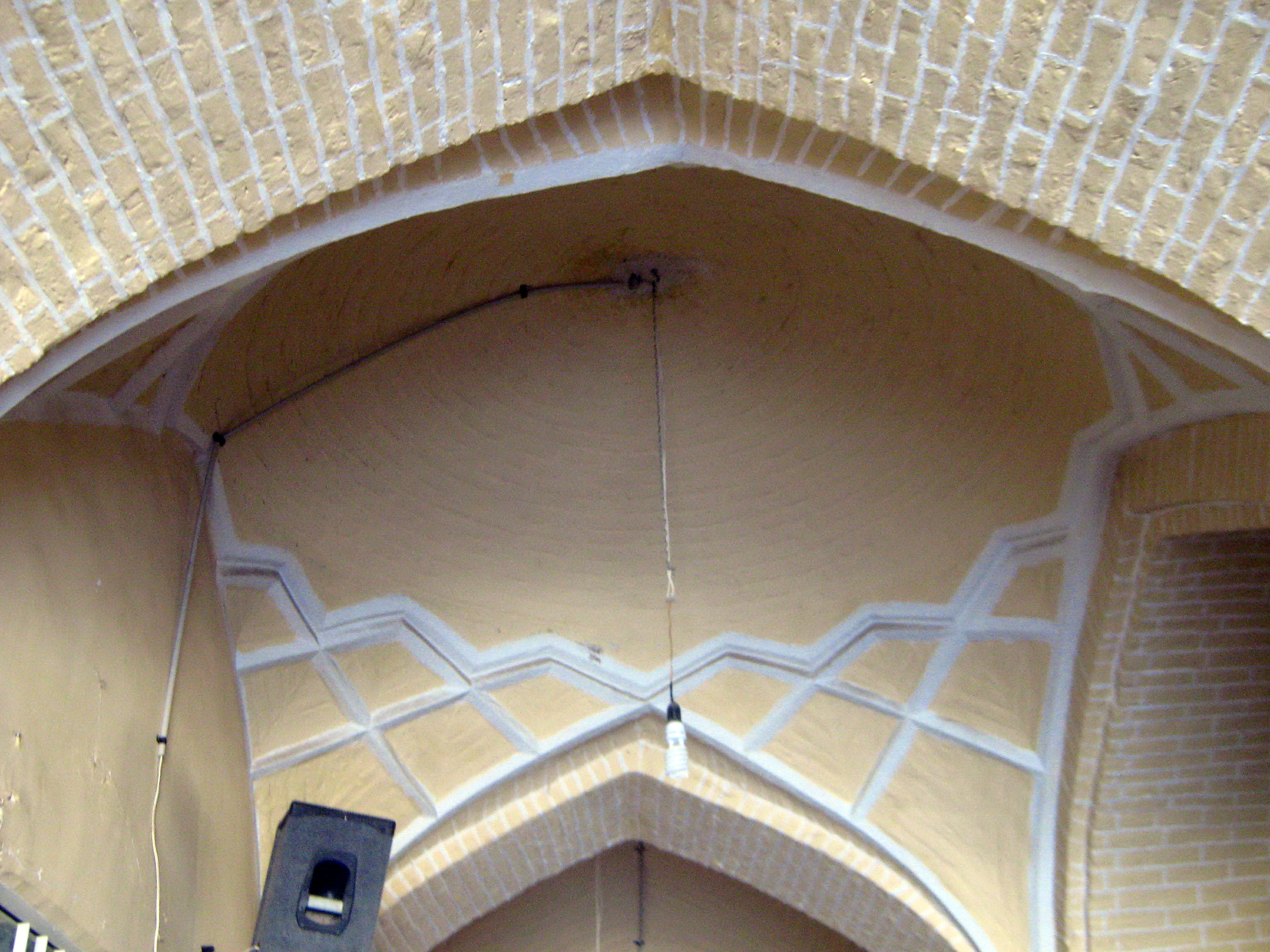
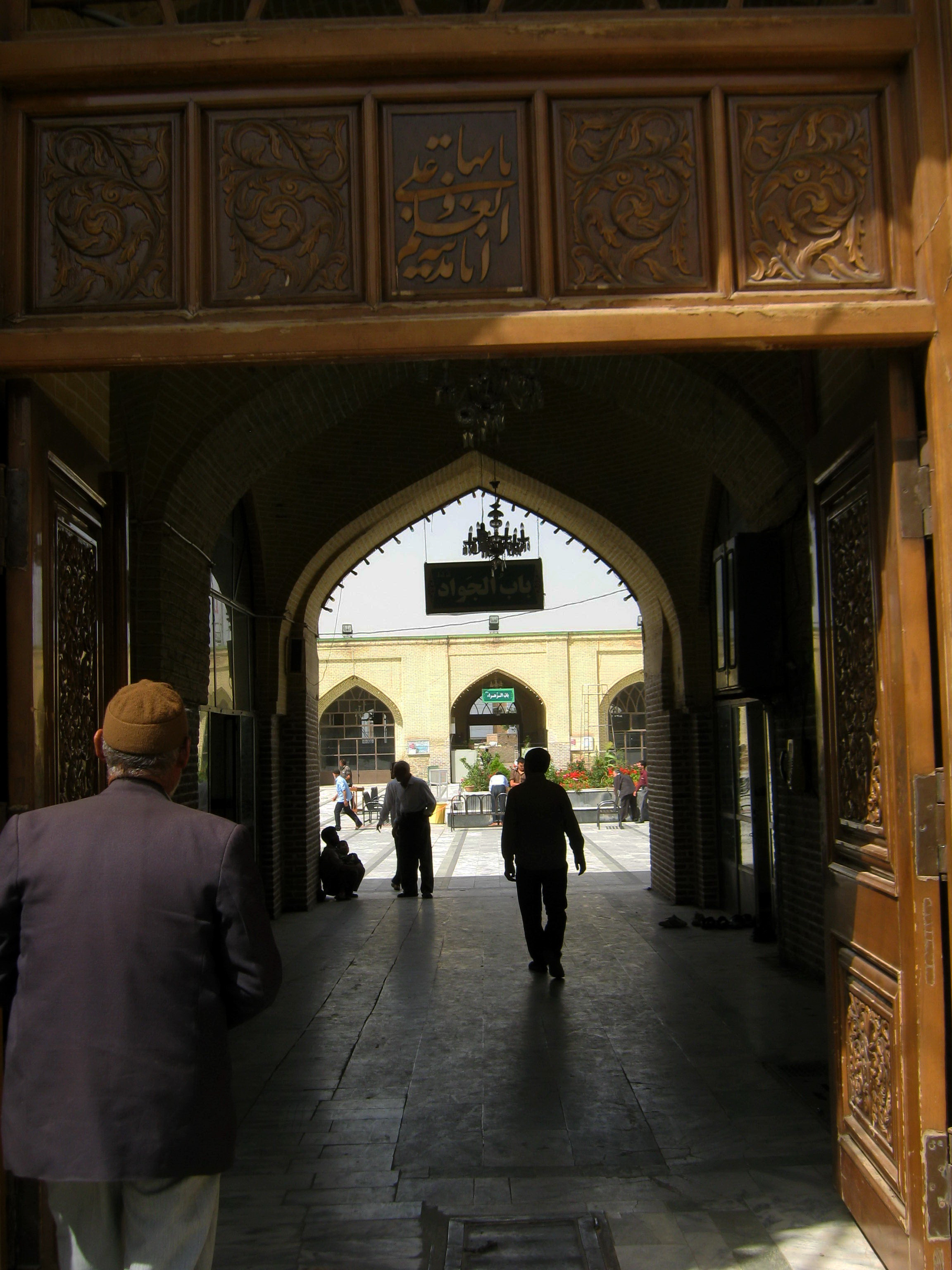
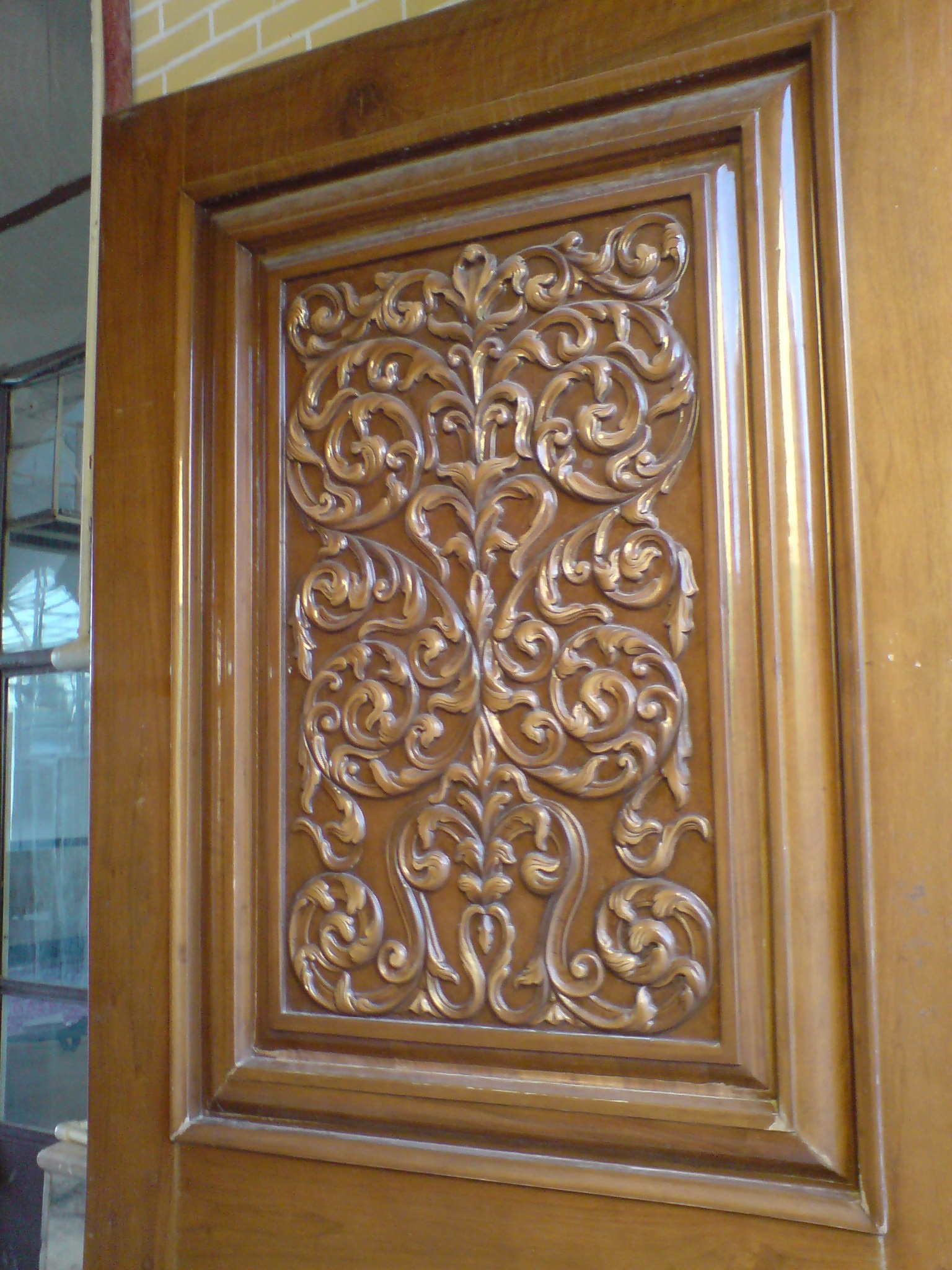
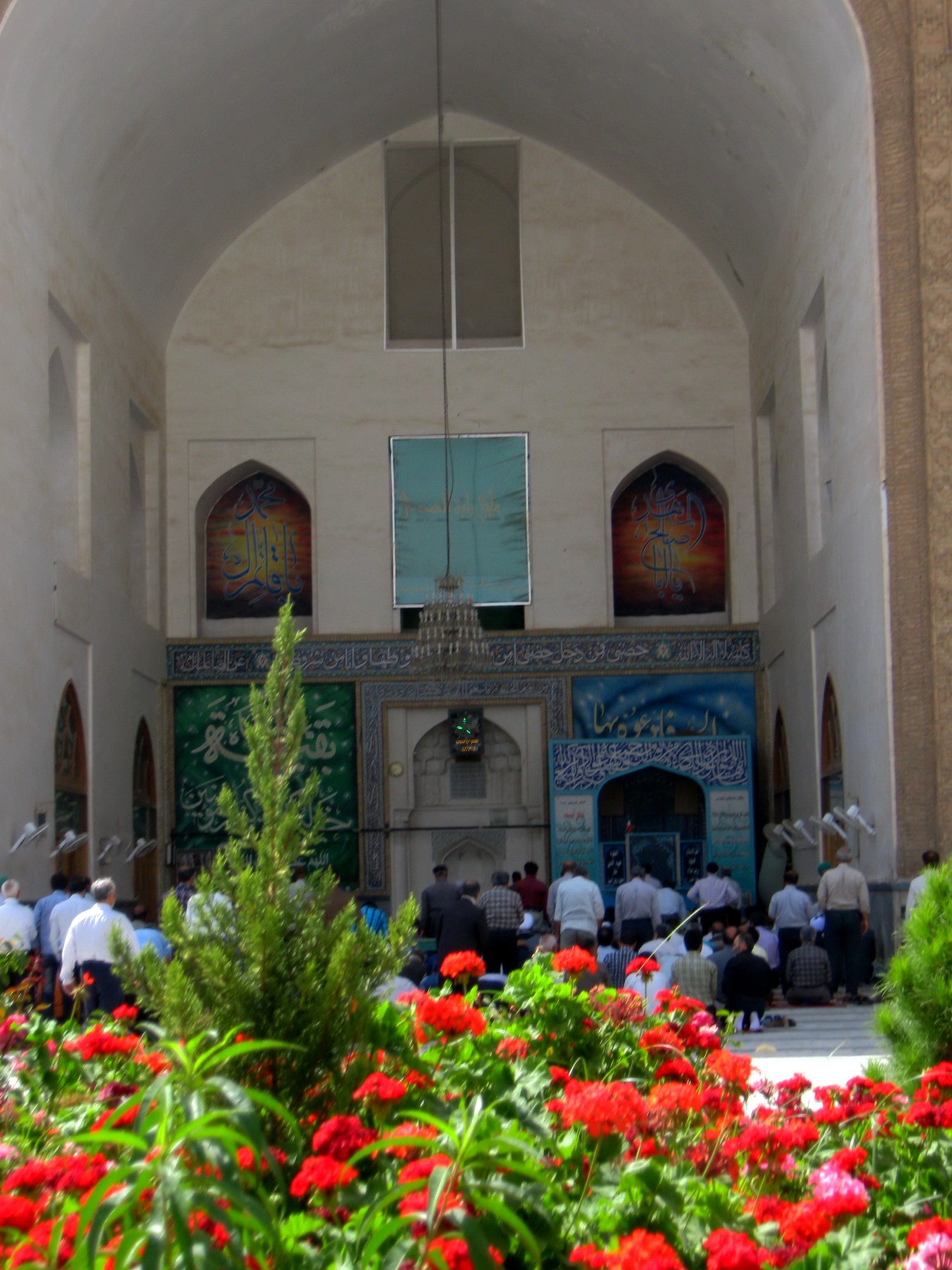
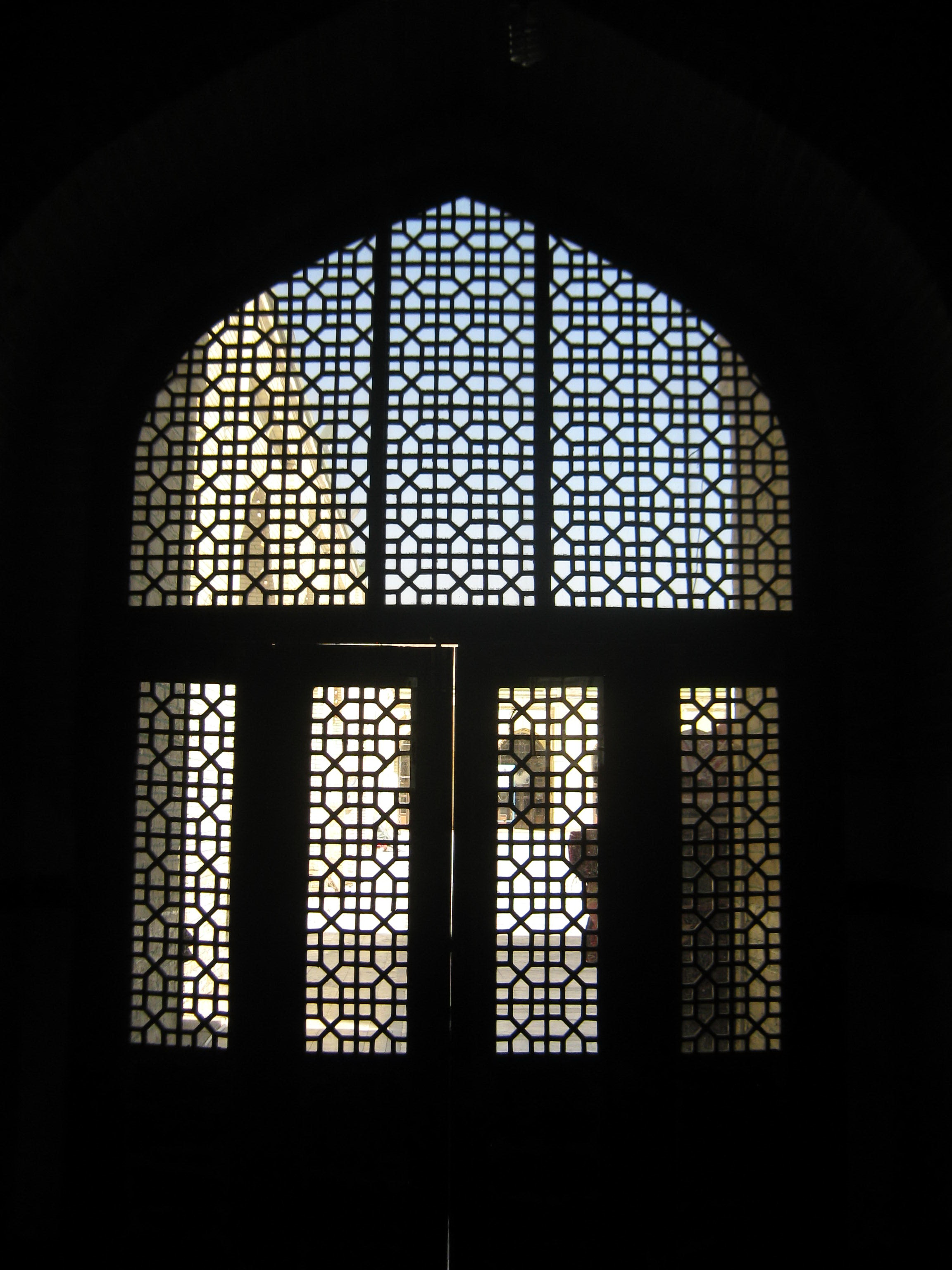